# Alliance (Anwendung)
Alliance (englisch alliance, „Bündnis“) ist ein plattformunabhängiger, freier Client zum Erstellen eines P2P-Filesharing-Netzwerks unter vertrauenswürdigen Benutzern ("Friends"). Es handelt sich um kein klassisches Darknet-Programm, weil es auch den Tausch mit Freunden auf zweiter Ebene, also den Freunden von Freunden ermöglicht, sofern man diese Funktion nicht abschaltet. Zur Datenübertragung verwendet Alliance ein BitTorrent-ähnliches Protokoll, der entstehende Traffic wird automatisch verschlüsselt.